# Tömény történelem
A Tömény történelem magyar televíziós sorozat, mely az amerikai és a brit Drunk History alapján készült el. A műsor lényege, hogy híres személyeket leitatnak alkohollal, és részegen kell elmesélniük egy magyar történelmi eseményt. A sorozat 2016. október 24-én indult a Comedy Centralon, míg a második évaddal ért véget 2017. november 10-én, 16 epizód után. A Comedy Central 2020 márciusában töltött fel néhány epizódot YouTube-csatornájukra és Facebook-csatornájukra.

## Műsor lényege
Egy epizód két tízperces történet egyben. Mindkét történet két részben fut. Az egyik jelentben egy híres celeb/személy ül a székben, közben iszogat és meséli a történéseket, míg a másikban színészek játsszák el, díszlettel, a narrátor által elmondott eseményeket, legtöbbször kreatív és vicces formában.

## Epizódok

### 1. évad (2016)
| # | Cím                                                                                                | Rendező    | Író                           | Premier            |
| --- | -------------------------------------------------------------------------------------------------- | ---------- | ----------------------------- | ------------------ |
| 1. | Mátyás király és titkos ügynöke / Koppány vezér és a felnégyelés-elméletek                         | Spáh Dávid | Kovács M. András & Spáh Dávid | 2016. október 24.  |
| Narrátorok: Biri Balázs (Mátyás király és titkos ügynöke); Ganxsta Zolee (Koppány vezér és felnégyelés elméletek) Stáb: Kamarás Iván (Drakula, Koppány fejedelem), Dénes Viktor, Déri András, Faragó András, Járai Máté, Mészáros Piroska, Róbert Gábor, Széll Attila, Tankó Erika, Tzafetás Roland, Viczei Zsolt, Vincze Márton, Végh Zsolt     | |            |                               |                    |
| 2. | Gertudis királyné és a merénylő magyar bán(k)ok / Bem apó és a magyar szabadságharc                | Spáh Dávid | Kovács M. András & Spáh Dávid | 2016. október 31.  |
| Narrátorok: Ráskó Eszter (Getrudis királyné és a merénylő magyar bán(k)ok); Csenki Attila (Bem apó és a magyar szabadságharc) Stáb: Gryllus Dorka (Gertrudis), Kovács Lehel (Bánk), Bede-Fazekas Szabolcs (Bem apó), Dénes Viktor, Faragó András, Máté Bence (színművész), Mózes András, Széll Attila, Tzafetás Roland, Viczei Zsolt, Végh Zsolt | |            |                               |                    |
| 3. | Mária Terézia és a szexuális felvilágosítás / Szent Margit apácaévei és egy durva lánykérés        | Spáh Dávid | Kovács M. András & Spáh Dávid | 2016. november 7.  |
| Narrátorok: Lakatos Márk (Mária Terézia és a szexuális felvilágosítás); Baranyai Dániel (Szent Margit apácaévei és egy durva lánykérés) Stáb: Kovács Patrícia (Mária Antónia), Anger Zsolt (II. József), Rezes Judit (Szent Margit), Bíró Dominika, Faragó András, Iszak Eszter, Járai Máté, Tankó Erika, Tzafetás Roland, Viczei Zsolt          | |            |                               |                    |
| 4. | Báthory Erzsébet és a véres félreértések / Emese álma és a nagypéniszű turulmadár                  | Spáh Dávid | Kovács M. András & Spáh Dávid | 2016. november 14. |
| Narrátorok: Scherer Péter (Báthory Erzsébet és a véres félreértések); Szabó Balázs Máté (Emese álma és a nagypéniszű turulmadár) Stáb: Ónodi Eszter (Báthory Erzsébet), Járai Máté, Mészáros Piroska, Széll Attila, Tzafetás Roland, Viczei Zsolt                                                                                                | |            |                               |                    |
| 5. | Jedlik Ányos és számtalan találmánya / Takács Károly olimpikon és segítöje, Leftie                 | Spáh Dávid | Kovács M. András & Spáh Dávid | 2016. november 21. |
| Narrátorok: Biri Balázs (Jedlik Ányos és számtalan találmánya); Ráskó Eszter (Takács Károly olimpikon és segítője, Leftie) Stáb: Bán Bálint (Jedlik Ányos), Elek Ferenc (Takács Károly), Dósa Mátyás, Járai Máté, Pető Zsófia, Széll Attila, Viczei Zsolt, Végh Zsolt                                                                            | |            |                               |                    |
| 6. | Julianus barát és az elhagyott őshaza / Zrínyi Miklós és vadkanarcú felesége                       | Spáh Dávid | Kovács M. András & Spáh Dávid | 2016. november 28. |
| Narrátorok: Radnai Márk (Julianus barát és az elhagyatott őshaza); Scherer Péter (Zrínyi Miklós és vadkanarcú felesége) Stáb: Karácsonyi Zoltán (Julianus barát), Járai Máté (Zrínyi Miklós), Dénes Viktor, Faragó András, Gerner Csaba, Herczegh Péter, Kovács Ádám, Mészáros Piroska, Mózes András, Szabó Simon, Tzafetás Roland, Végh Zsolt   | |            |                               |                    |
| 7. | Fejetlenség a Hunyadi családban / Hunor, Magor és a szivárványszínű csodaszarvas                   | Spáh Dávid | Kovács M. András & Spáh Dávid | 2016. december 5.  |
| Narrátorok: Lakatos László (Fejetlenség a Hunyadi családban); Lakatos Márk (Hunor, Magor és a szivárványszínű csodaszarvas) Stáb: Kovács Ádám (Hunyadi László), Dénes Viktor, Faragó András, Tzafetás Roland, Végh Zsolt | |            |                               |                    |
| 8. | Dózsa György és a kannibál jobbágyok / Farkas Bertalan és az űrutazás / 6:3 és a szovjet telefonok | Spáh Dávid | Kovács M. András & Spáh Dávid | 2016. december 12. |
| Narrátorok: Ganxsta Zolee (Dózsa György és a kannibál jobbágyok); Dombóvári István (Farkas Bertalan és az űrutazás) Szabó Zoltán (6:3 és a szovjet telefonok) Stáb: Elek Ferenc (Dózsa György), Botos Zsolt, Mészáros Piroska, Mózes András, Tzafetás Roland, Viczei Zsolt                                                                       | |            |                               |                    |